# Sextillón
Un sextillón, en la escala numérica larga usada tradicionalmente en  español, equivale a 1036, esto es un millón de quintillones:
| {\displaystyle un\;sextill{\acute {o}}n=10^{36}=1\;000\;000\;000\;000\;000\;000\;000\;000\;000\;000\;000\;000\,} |

Esta palabra no es de uso corriente y no aparece en el Diccionario de la Real Academia ni en el Diccionario de uso del español de María Moliner.